# محمد نور (لاعب كرة قدم سعودي)
محمد محمد نور آدم الهوساوي هو لاعب كرة قدم سعودي سابق يجيد اللعب كوسط مهاجم وصانع أهداف، بالإضافة إلى امتلاكه لحس تهديفي عالٍ مما يجعله ينافس المهاجمين في إحراز الأهداف.

## مسيرته الرياضية

### الاتحاد وانتقاله للنصر
لعب في نادي الاتحاد السعودي منذ سنة 1993 إلا أنه ترك نادي الاتحاد في سنة 2013 نتيجة الظروف الإدارية التي أجبرته على ترك النادي والانتقال إلى نادي النصر السعودي، ولم يستمر الأمر أكثر من موسم ليعود إلى نادي الاتحاد مجددًا في 10 يونيو 2014 بعد تحقيقه بطولتين مع نادي النصر.

### إنجازاته مع المنتخب السعودي
ضمه المدرب التشيكي ميلان ماتشالا في كأس القارات عام 1999م في المكسيك ولم يلعب سوى 20 دقيقة فقط أمام البرازيل في الدور نصف النهائي والتي انتهت برازيلية 8/2 وكان يومها في ال21 من عمره، إلا أنها كانت الانطلاقة للمشاركة في كأس آسيا في لبنان ثم التصفيات المؤهلة لمونديال 2002 م.
وقبل مشاركة نور في المونديال الأول في حياته أسهم مع زملائه بقيادة المنتخب للفوز بكأس الخليج التي أقيمت في الرياض، توجه بعدها إلى اليابان حيث نهائيات كأس العالم، لكنه حافظ على مركزه وكان في قمة تألقه بقيادته المنتخب للفوز بكأس العرب الثامنة في الكويت بتسجيله هدفاً ذهبياً في مرمى البحرين وكأس الخليج التي أقيمت في الكويت أيضاً.
شارك محمد نور مع المنتخب الوطني في مونديال كوريا واليابان 2002 م وكذلك في ألمانيا 2006 م، وتعتبر مباراة إسبانيا الأفضل له كما أنه حصل مع منتخب بلاده على كأس الخليج وشارك في كأس أمم آسيا عام 2000 م في لبنان وكأس القارات في المكسيك عام 1999م.
تصاعدت الانتقادات في حقه وصدر قرار إيقافه داخلياً وخارجياً من قبل الأمير سلطان بن فهد بن عبد العزيز آل سعود حتى نهاية الموسم لكن محمد نور استفاد من العفو الملكي.
وفي تصفيات كأس العالم عام 2005 لم يقتنع كالديرون -مدرب المنتخب السعودي آنذاك- رغم تألقه مع ناديه لإحراز دوري أبطال العرب، وقرر خوض التصفيات من دونه رغم المطالب الجماهيرية بضمه، وفيما كان كالديرون يقود المنتخب السعودي لمونديال 2006 م كان نور يقود ناديه الاتحاد للاحتفاظ بلقبه كبطل لدوري أبطال آسيا وتأهله إلى كأس العالم للأندية في اليابان.

### مشاركاته الآسيوية
شارك محمد نور في جميع البطولات الآسيوية من عام 1999 – 2006 م بمجموع 38 مباراة حقق فيها 11 هدفًا وقاد فريقه لتحقيق 3 بطولات كما يلي :
- كأس الكؤوس الآسيوية عام 1999 م، حيث سجل الهدف الثاني في المباراة التي انتهت 3-2 أمام جونام دراجونز الكوري.
- دوري أبطال آسيا عام 2004 م، وسجل الهدفين الثالث والرابع في المباراة النهائية أمام سيونجنام وانتهت 5 – 0.
- دوري أبطال آسيا عام 2005 م، وسجل الهدف الثاني في المباراة التي انتهت بنتيجة 4-2 هزم الاتحاد فيها نادي العين وكان خلف الثلاث الأهداف الأخرى واختير نور أفضل لاعب في تلك المبارة، وهو اللاعب الوحيد في آسيا الذي يسجل عندما يصل فريقه النهائي.

### مشاركاته العربية
حقق نادي الاتحاد للكأس العربية مرة واحدة فقط في عام 2005 م بنظامها الجديد وكان القائد هو محمد نور الذي أحرز هدفي الفوز أمام النادي الرياضي الصفاقسي التونسي. وكان محمد نور قد شارك مع نادي الاتحاد بست وثلاثين مباراة ببطولات أعوام 1998 - 2000 - 2003 – 2004 – 2005 – 2006 - 2008 - 2010 - 2012 م حقق فيها 10 أهداف والجدير بالذكر أن محمد نور هو هداف نادي الاتحاد في دوري أبطال العرب.

### مشاركاته الخليجية
شارك الفريق الاتحادي في البطولات الخليجية مرتين الأولى عام 1999 والثانية عام 2001
وكان محمد نور ضمن القائمة حيث شارك بعشر مباريات سجل فيها هدفًا واحدًا.

### اعتزاله
تم إيقاف محمد نور 4 سنوات تبدأ من 15 ديسمبر 2016 بسبب «المنشطات» حيث أعلن بعدها اعتزال اللعب نهائياً.

## مسيرته الدولية

### الأهداف الدولية
| # | التاريخ         | مكان                 | الخصم      | النتيجة | المنافسة                          |
| - | --------------- | -------------------- | ---------- | ------- | --------------------------------- |
| 1 | ديسمبر 30، 2002 | مدينة الكويت، الكويت | البحرين    | 1–0     | كأس العرب 2002                    |
| 2 | أكتوبر 6، 2003  | الرياض، السعودية     | اليمن      | 7–0     | تصفيات كأس آسيا 2004              |
| 3 | أكتوبر 17، 2003 | جاكرتا، إندونيسيا    | إندونيسيا  | 6–0     | تصفيات كأس آسيا 2004              |
| 4 | يناير 6، 2004   | مدينة الكويت، الكويت | عمان       | 2–1     | كأس الخليج 2003-04                |
| 5 | يونيو 9، 2004   | الرياض، السعودية     | تركمانستان | 3–0     | تصفيات كأس العالم لكرة القدم 2006 |
| 6 | يونيو 6، 2009   | تيانجين، الصين       | الصين      | 4–1     | مباراة ودية                       |
| 7 | يوليو 28، 2011  | هونغ كونغ            | هونغ كونغ  | 5–0     | تصفيات كأس العالم لكرة القدم 2014 |
| 8 | نوفمبر 11، 2011 | الرياض، السعودية     | تايلاند    | 3–0     | تصفيات كأس العالم لكرة القدم 2014 |

## بطولاته
يعتبر محمد نور أكثر لاعب سعودي حقق بطولة الدوري بواقع 8 مرات، حققها مع الاتحاد 7 مرات ومع النصر مرة واحدة. كما يعتبر هداف الاتحاد في آسيا بواقع (19 هدف).

### نادي الاتحاد
- الدوري السعودي :
  - البطل (8): 1997, 1999, 2000, 2001، 2003، 2007,2009,2013
- كأس ولي العهد :
  - البطل (3): 1997, 2001، 2004.
- كأس الاتحاد السعودي :
  - البطل (2): 1997، 1999.
- دوري أبطال العرب :
  - البطل (1): 2004.
- كأس الخليج للأندية :
  - البطل (1): 1999.
- كأس السوبر المصري السعودي :
  - البطل (2): 2001، 2003.
- كأس خادم الحرمين الشريفين :
  - البطل (1): 2010.
- دوري أبطال آسيا :
  - البطل (2): 2004، 2005.
  - الوصيف (1): 2009.
- كأس الكؤوس الآسيوية :
  - البطل (1): 1999.

### نادي النصر
- الدوري السعودي :
  - البطل (1): 2014.
- كأس ولي العهد :
  - البطل (1): 2014.

### المنتخب السعودي
- كأس الخليج العربي :
  - البطل (2): 2003,2004.
- كأس العرب :
  - البطل (1): 2002.

## روابط خارجية
- محمد نور على موقع الاتحاد الدولي (مؤرشف)  (الإنجليزية)
- محمد نور على موقع قاعدة بيانات كرة القدم.إي يو (الإنجليزية)
- محمد نور على موقع ناشيونال فوتبول تيمز (الإنجليزية)
- محمد نور على موقع Soccerway.com (الإنجليزية)